# 4 reinas
4 reinas es una serie de televisión de comedia dramática romántica argentina; emitida por la TV Pública. La serie cuenta las vivencias de 4 amigas que se juran mutuamente lograr lo que desean en sus vidas, superando las imposiciones familiares y sociales. Estuvo protagonizada por Melina Petriella, Federico Olivera, Mercedes Funes, Adrián Navarro, Alejo García Pintos, Matías Santoiani, Lucas Crespi, Carlos Kaspar, Luz Cipriota, Lorena Vega, Jorgelina Vera y Luis Ziembrowsky. Fue estrenada el 24 de febrero de 2015 y contó con 13 episodios.

## Sinopsis
La historia sigue la vida de cuatro amigas que deben enfrentar diferentes problemas. Florencia (Melina Petriella), tras dejar a su novio Javier (Lucas Crespi) plantado en el altar, deberá encontrar la forma de solventarse económicamente ahora que no está en pareja. Por otro lado, Andrea (Mercedes Funes) deberá lidiar con los problemas de pareja con su marido Mario (Alejo García Pintos) y sus reacciones violentas. Por su parte, Valeria (Lorena Vega) deberá acostumbrase a trabajar con su exmarido Pedro (Federico Olivera) y su novia modelo Simone (Luz Cipriota) en la empresa que administran juntos. Y por último, Natalia (Jorgelina Vera) tendrá que ver la forma de sobrellevar la clínica de su difunto marido Roberto (Raúl Taibo) y tener trato con Carlos (Luis Ziembrowsky), el socio de este último.

## Elenco

### Principal
- Melina Petriella como Florencia
- Federico Olivera como Pedro Medinilla
- Mercedes Funes como Andrea
- Adrián Navarro como Tony
- Alejo García Pintos como Mario
- Matías Santoianni como Rubén Andrade
- Lucas Crespi como Javier
- Carlos Kaspar como Ariel Alvaredo
- Luz Cipriota como Simone Urrutia
- Lorena Vega como Valeria
- Jorgelina Vera como Natalia Giménez
- Luis Ziembrowsky como Carlos Ruggi

### Secundario
- Mónica Gonzaga como Julia
- Néstor Sánchez como Ernesto
- Hernán Jiménez como «Chiquito»
- Beatriz Dellacasa como Nancy
- Ignacio Huang como Ricardo «Ricky»
- Tomás Wicz como Thiago Medinilla
- Chiara Gaudio como Julieta Medinilla
- Virginia Kaufmann como Gloria
- Milagros Juárez como Sofía

### Participaciones
- Raúl Taibo como Roberto.
- Natalia Señorales como Irma Dimancuello
- Romina Lugano como Alma

## Episodios
| N.º | Título                | Dirigido por | Escrito por                        | Fecha de emisión original | Audiencia (millones) |
| --- | --------------------- | ------------ | ---------------------------------- | ------------------------- | -------------------- |
| 1   | «El juramento»        | Diego Suárez | Oscar Tabernise y Leonardo Bechini | 24 de febrero de 2015     | 1,0                  |
| 2   | «Una nueva foto»      | Diego Suárez | Oscar Tabernise y Leonardo Bechini | 25 de febrero de 2015     | 1,1                  |
| 3   | «Abriendo los ojos»   | Diego Suárez | Oscar Tabernise y Leonardo Bechini | 26 de febrero de 2015     | 0,8                  |
| 4   | «Tensando la cuerda»  | Diego Suárez | Oscar Tabernise y Leonardo Bechini | 2 de marzo de 2015        | 1,6                  |
| 5   | «El debut»            | Diego Suárez | Oscar Tabernise y Leonardo Bechini | 3 de marzo de 2015        | 1,4                  |
| 6   | «Nuevas opciones»     | Diego Suárez | Oscar Tabernise y Leonardo Bechini | 4 de marzo de 2015        | 1,2                  |
| 7   | «Tiempos de acuerdos» | Diego Suárez | Oscar Tabernise y Leonardo Bechini | 5 de marzo de 2015        | 0,9                  |
| 8   | «Ver para creer»      | Diego Suárez | Oscar Tabernise y Leonardo Bechini | 9 de marzo de 2015        | 1,4                  |
| 9   | «Medidas drásticas»   | Diego Suárez | Oscar Tabernise y Leonardo Bechini | 10 de marzo de 2015       | 1,4                  |
| 10  | «El juicio»           | Diego Suárez | Oscar Tabernise y Leonardo Bechini | 11 de marzo de 2015       | 1,1                  |
| 11  | «Nuevos planes»       | Diego Suárez | Oscar Tabernise y Leonardo Bechini | 12 de marzo de 2015       | 1,0                  |
| 12  | «Caminos cruzados»    | Diego Suárez | Oscar Tabernise y Leonardo Bechini | 13 de marzo de 2015       | 1,5                  |
| 13  | «4 reinas»            | Diego Suárez | Oscar Tabernise y Leonardo Bechini | 16 de marzo de 2015       | 2,3                  |

## Emisión internacional
| País / Región | Canal    | Estreno            | Título   | Ref.   |
| ------------- | -------- | ------------------ | -------- | ------ |
| Unasur        | Pasiones | 12 de mayo de 2018 | 4 reinas | [ 18 ] |